# 황호현
황호현(黃虎鉉, 1911년 3월 22일~1992년 3월 20일)은 대한민국의 정치인이다.

## 약력
- 부석공립보통학교 졸업
- 보통문관시험합격
- 노성청년단장
- 대한독립촉성국민회 평창군지부위원장
- 내무부 차관 및 장관 서리
- 공화당 국회대책위원(내무)
- 공화당 강원제8지구당위원장
- 제헌, 제4대, 제6대 국회의원(평창)

## 역대 선거 결과
|  | 59.16% |

|  | 16.66% |

|  | 35.56% |

|  | 45.07% |

|  | 29.83% |

|  | 6.93% |

## 참고 자료
- 《대한민국 의정총람》, 국회의원총람발간위원회, 1994년
- 황호현 - 대한민국헌정회

| 전임 홍범희 | 제10대 내무부 차관 1952년 9월 7일 ~ 1953년 9월 30일 | 후임 한희석 |

| 전임 진헌식 | 내무부 장관 서리 1953년 9월 19일 ~ 1953년 9월 20일 | 후임 백한성 |